# Jagerpilot
En jagerpilot, er en militærpilot, som er uddannet og trænet til at flyve specialiserede jagerfly. Jagerpiloter anvendes til luftdueller mod jagerfly (dogfight), hvilket er forbundet med stor prestige. Herudover deltager jagerpiloter i afvisning og nedskydning af andre fly fx bombefly, angreb mod jordmål (jagerbomber) og fotoflyvninger (rekognosceringsfly). 

## Uddannelse
I Flyvevåbnet, 2011, tager uddannelsen til pilot fem år.
Uddannelsen omfatter blandt andet en militær grunduddannelse, en officersuddannelse samt en funktionsuddannelse. 
Jagerpilotuddannelsen foregår på Sheppard Air Force Base i Texas, USA eller på Moose Jaw, Saskatchewan i Canada og tager omkring 13 måneder. 
Flyeleverne flyver Cessna T-37 Tweet og Northrop T-38 Talon i USA og Harvard II og CT-155 Hawk i Canada.

## Kendte danske jagerpiloter

### Anden verdenskrig
- Kaj Birksted – deltog på allieret side, 10 bekræftede og 10 ubekræftede nedskydninger.
- Peter Horn – deltog på tysk side, 10 nedskydninger.
- Poul Sommer – deltog på tysk side, fem nedskydninger, leder af Sommerkorpset.